# Dichondra
Dichondra ist eine Pflanzengattung aus der Familie der Windengewächse (Convolvulaceae). Die etwa 15 Arten sind in den Tropen und Subtropen weit verbreitet.

## Beschreibung
Dichondra sind krautige Pflanzen, die meist niederliegend wachsen. Sie sind unbehaart oder seidig behaart. Die kleinen Laubblätter sind herzförmig-kreisförmig oder nierenförmig, ganzrandig und lang gestielt.

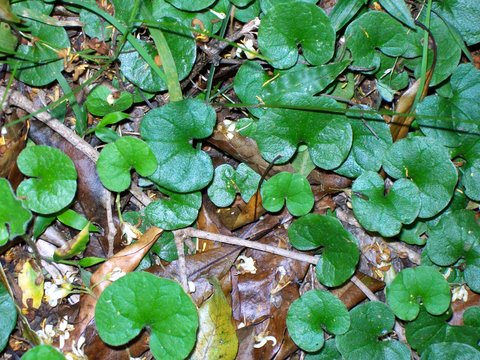
Blätter und Sprosse von Dichondra repens

Die kleinen Blüten stehen einzeln in den Achseln und sind gestielt. Die Kelchblätter sind nahezu gleich groß, stehen frei und sind meist spatelförmig. Die Krone ist breit glockenförmig, tief fünfgelappt, die Lappen sind nach innen gefaltet. Die Staubblätter sind kürzer als die Krone, die Staubfäden sind pfriem- oder fadenförmig, die Staubbeutel sind klein. Der Fruchtknoten ist zweiblättrig, die zwei Fruchtblätter sind frei voneinander, enthalten jeweils zwei Kammern mit je zwei Samenanlagen. Die zwei Griffel stehen zwischen den Fruchtblättern, sie sind fadenförmig, die Narben sind kopfig.
Es werden zwei getrennte Kapseln gebildet, die häutig sind und meist nur einen Samen enthalten. Die Kapseln springen nicht auf oder sind unregelmäßig zweiklappig. Die Samen sind nahezu kugelförmig und glatt. Die Keimblätter sind langgestreckt-linealisch und zweigefaltet.

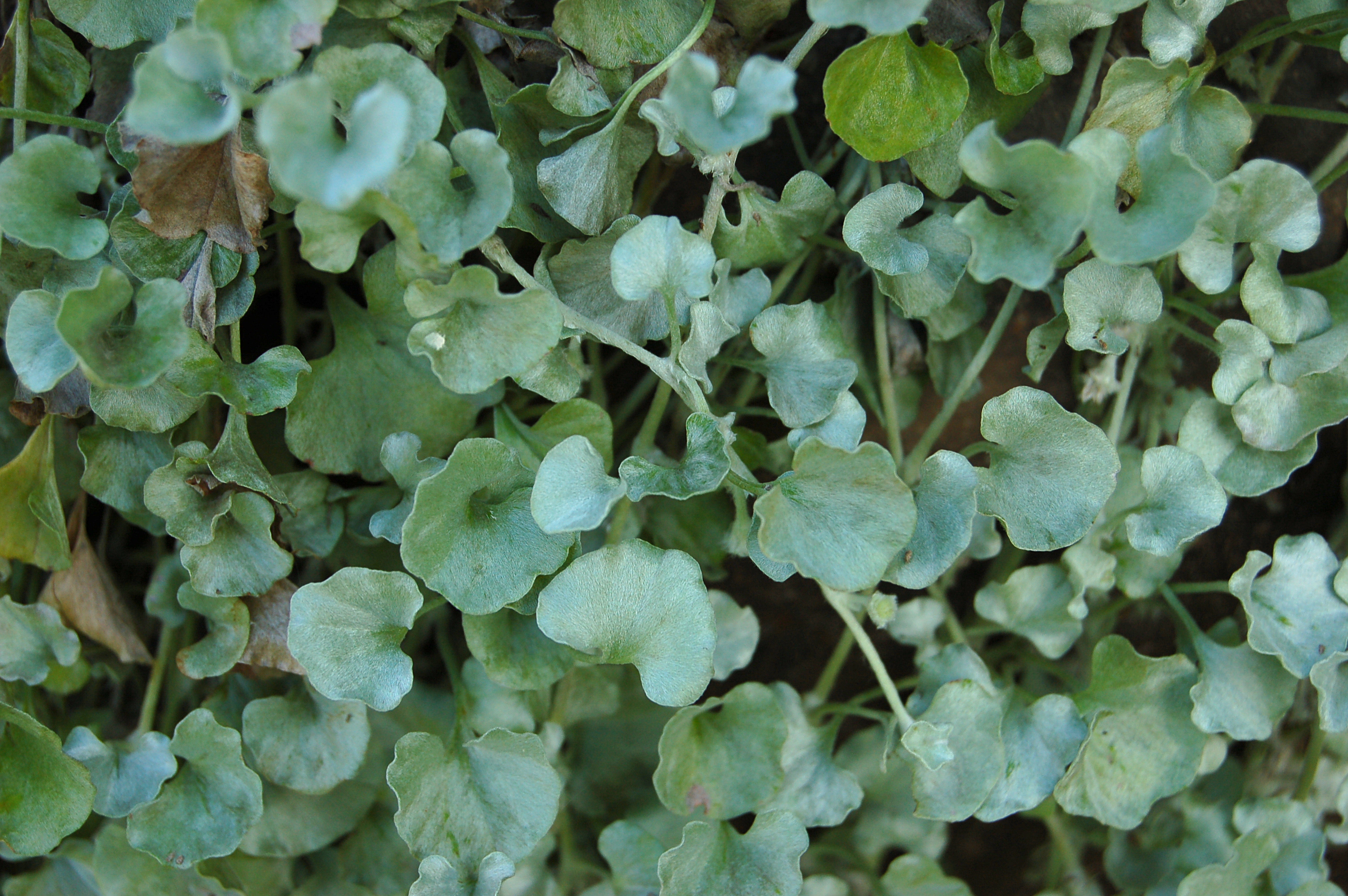
Dichondra argentea

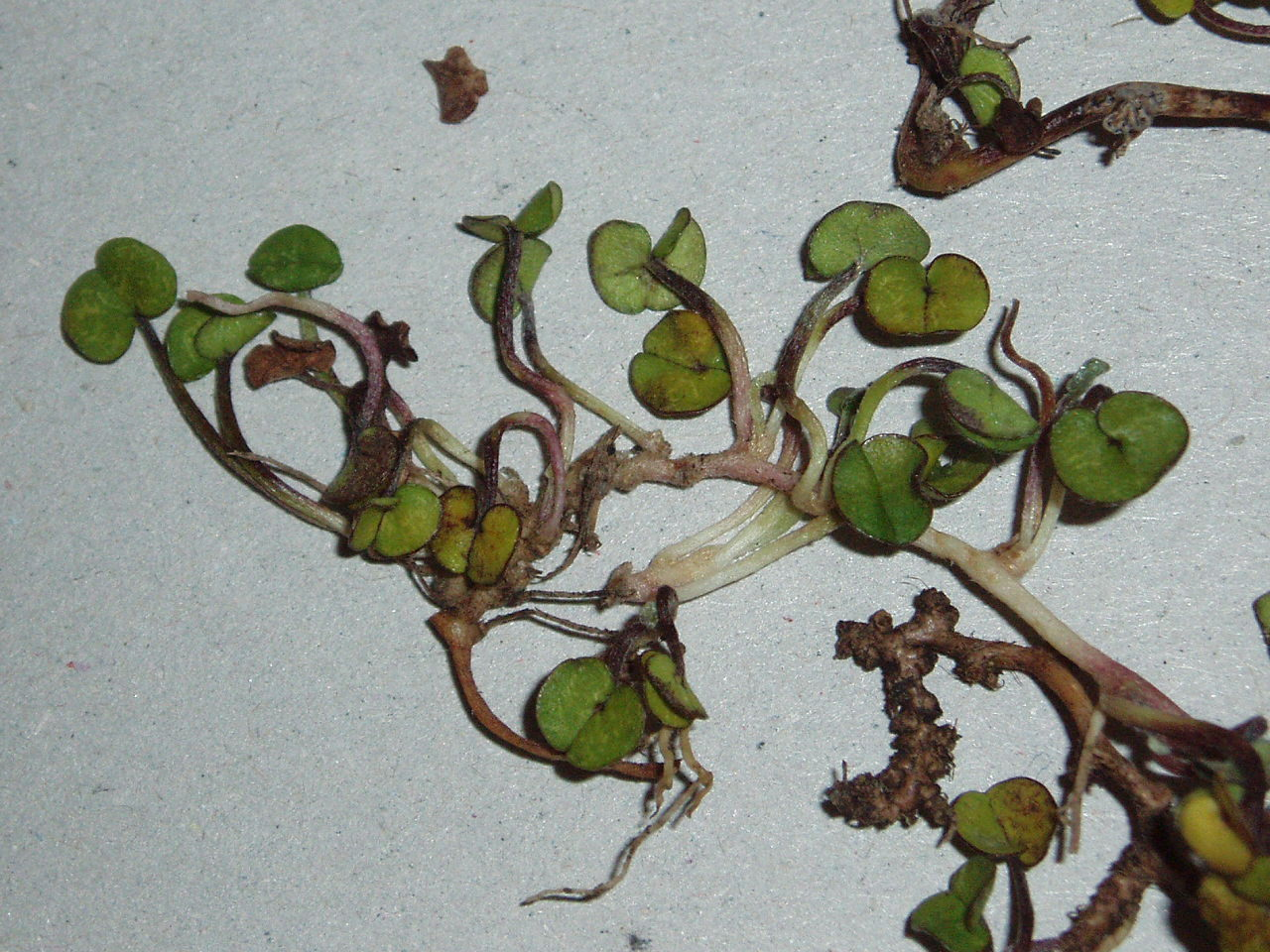
Dichondra brevifolia

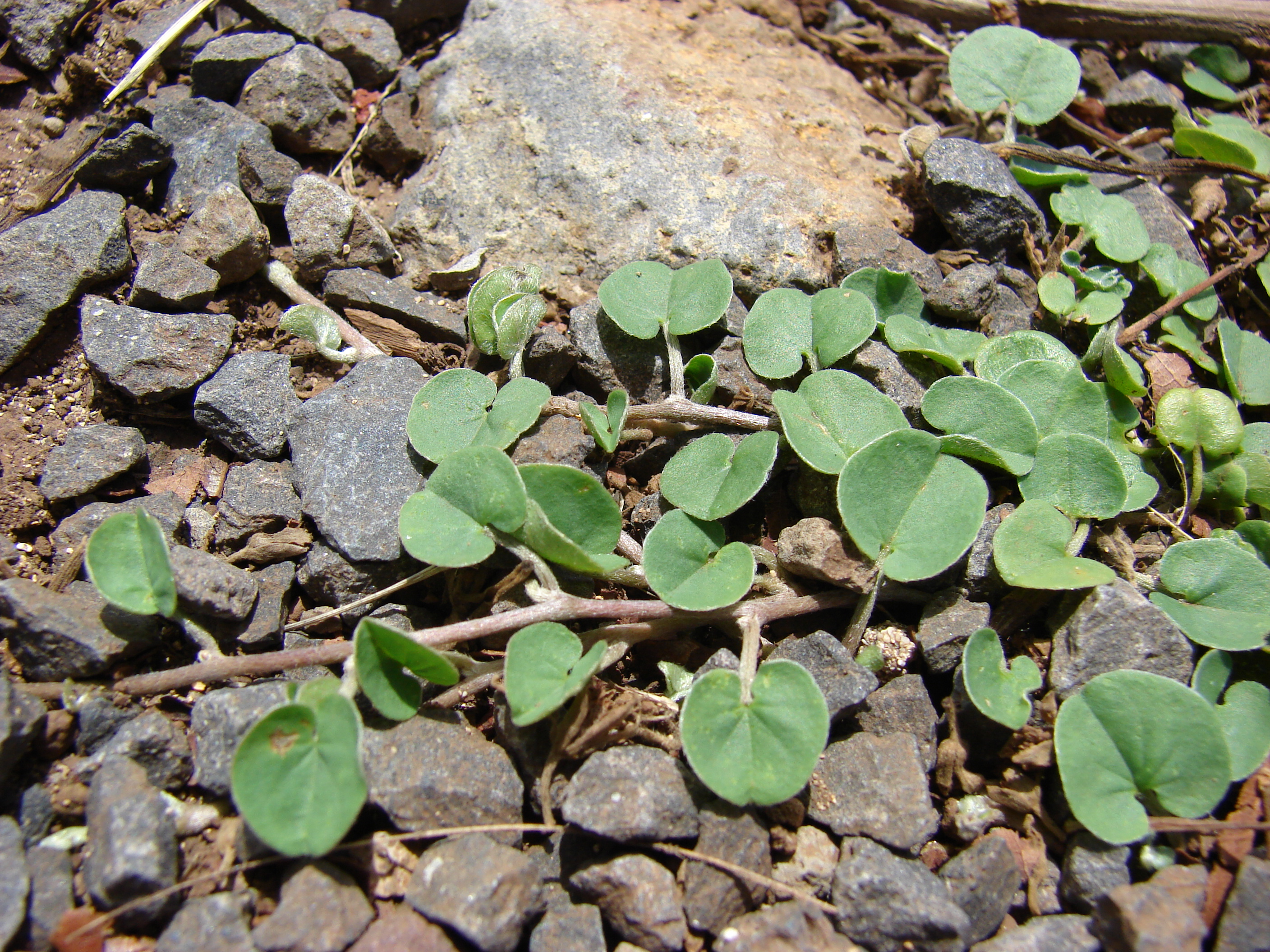
Dichondra micrantha

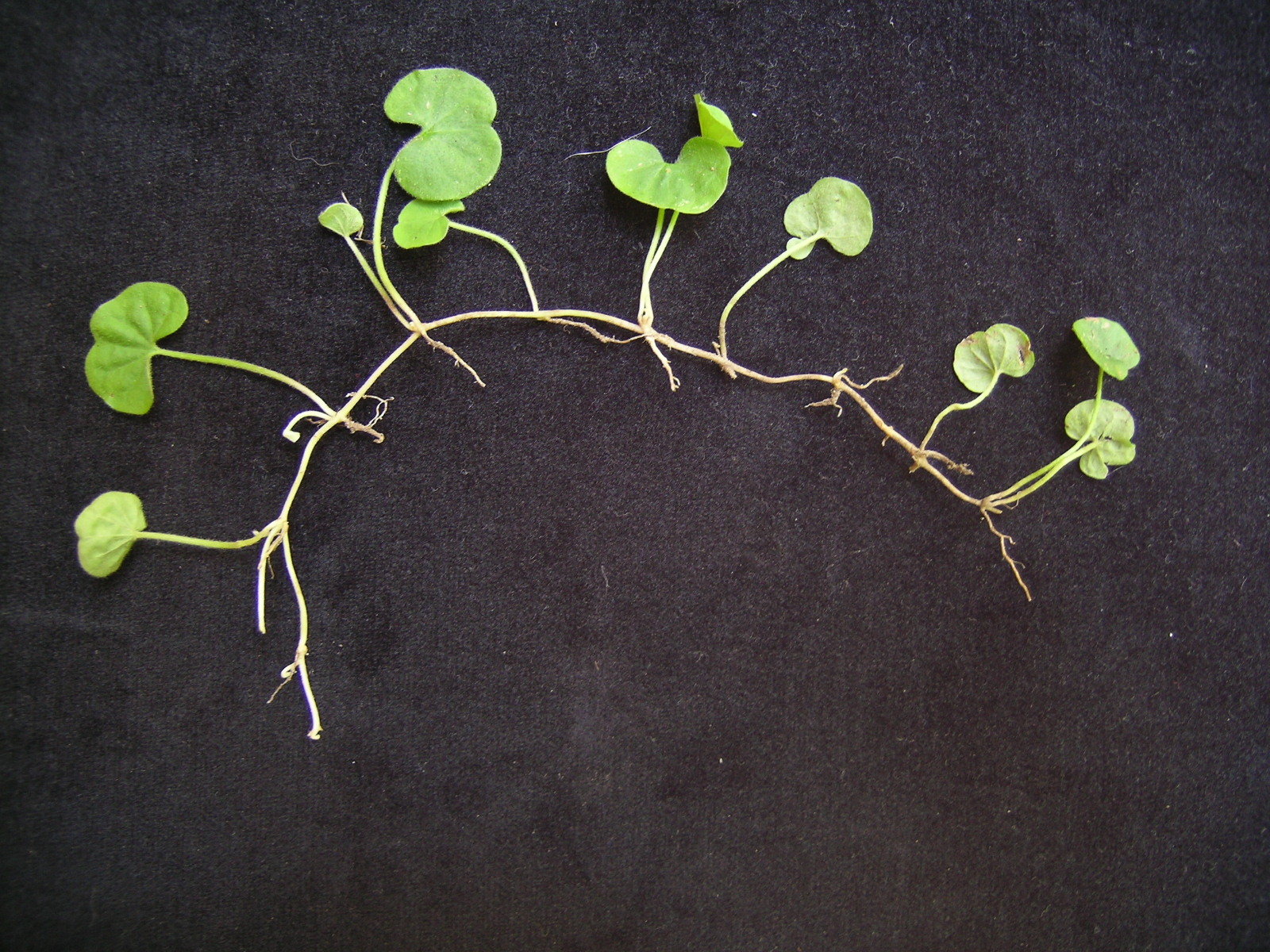
Dichondra repens

## Systematik
Die Gattung wird innerhalb der Windengewächse in die Tribus Dichondreae eingeordnet. Innerhalb der Gattung werden etwa 15 Arten unterschieden:
- Dichondra argentea Willd.: Das Verbreitungsgebiet umfasst die südlichen USA, Mexiko und reicht von Kolumbien und Bolivien bis zum nordwestlichen Argentinien.[2]
- Dichondra brachypoda Wooton & Standl.: Das Verbreitungsgebiet umfasst das südliche Brasilien und Mexiko und reicht außerdem von Arizona bis Texas.[2]
- Dichondra brevifolia Buchanan: Die Heimat ist Neuseeland.[2]
- Dichondra carolinensis Michx.: Das Verbreitungsgebiet umfasst die Bermuda-Inseln und reicht von den südöstlichen USA bis Texas.[2]
- Dichondra donelliana Tharp & M.C.Johnst.: Die Heimat ist Kalifornien und das südwestliche Oregon.[2]
- Dichondra evolvulacea (L.f.) Britton: Die Heimat ist Kolumbien.[2]
- Dichondra macrocalyx Meisn.: Das Verbreitungsgebiet reicht von Bolivien und dem östlichen und südlichen Brasilien bis zum nördlichen Argentinien und Paraguay.[2]
- Dichondra micrantha Urb.: Die Heimat sind die Inseln der Karibik und Mexiko bis Texas. Als Neophyt wird die Art aber auch weltweit verschleppt und kommt auch in Europa vor.[2]
- Dichondra microcalyx (Hallier f.) Fabris: Das Verbreitungsgebiet reicht von Ecuador bis in südliche Südamerika.[2]
- Dichondra nivea (Brandegee) Tharp & M.C.Johnst.: Die Heimat ist Mexiko.[2]
- Dichondra occidentalis House: Die Heimat ist das südwestliche Kalifornien und Niederkalifornien.[2]
- Dichondra parvifolia Meisn.: Die Heimat ist Bolivien und das südliche Brasilien.[2]
- Dichondra recurvata Tharp & M.C.Johnst.: Die Heimat ist Texas.[2]
- Dichondra repens J.R.Forst. & G.Forst.: Die Heimat sind die Maskarenen, Neuseeland und das südliche und östliche Australien.[2]
- Dichondra sericea Sw.: Mit drei Varietäten:
  - Dichondra sericea var. holosericea (O’Donnell) Fabris: Sie kommt im südlichen Südamerika vor.[2]
  - Dichondra sericea var. sericea: Das Verbreitungsgebiet reicht von Arizona bis Mittelamerika und von Ecuador und Bolivien bis zum südlichen Brasilien und dem südlichen Südamerika.[2]
  - Dichondra sericea var. tomentosa W.R.Buck ex Tronc. & Bacigalupo: Sie kommt in Uruguay und im nordöstlichen Argentinien vor.[2]